# Chibly Langlois
Chibly Langlois (La Vallée, 29 de novembro de 1958) é um cardeal haitiano, atual bispo de Les Cayes.

## Biografia
Ele entrou para o Grande Seminário de Notre-Dame de Port-au-Prince, em 1985, onde estudou filosofia e teologia e, mais tarde, de 1994 a 1996, ele estudou e obteve uma licenciatura em teologia pastoral na Pontifícia Universidade Lateranense, em Roma.
Foi ordenado padre em 22 setembro de 1991, por Guire Poulard, bispo de Jacmel. De 1991 a 1994, foi vigário da catedral de Jacmel, e diretor do serviço diocesano para a pastoral da catequese entre 1993 e 1994. Realizou mais estudos em Roma de 1994 a 1996. Em 1996, tornou-se administrador da formação catequética e pastoral diocesana. Em 1999, ele foi designado para o Santuário da Imaculada Conceição da cidade "Des Oranger" em Jacmel, e foi professor de teologia pastoral no Grande Seminário de Notre-Dame de Turgeau. Em 2000, lecionou no Instituto Diocesano de Educação e Promoção Humana de Jacmel.
Eleito bispo de Fort-Liberté em 8 de abril de 2004, foi consagrado em 6 de junho, na catedral de Saint-Joseph, Fort-Liberté, por Hubert Constant, arcebispo de Cap-Haitien, assistido por Guire Poulard, bispo de Jacmel, e por Joseph Serge Miot, arcebispo coadjutor e administrador apostólico de Port-au-Prince. Foi transferido para a sé de Les Cayes em 15 de agosto de 2011. É o Presidente da Conferência Episcopal do Haiti desde dezembro de 2011.

## Cardinalato
Em 12 de janeiro de 2014, foi anunciada a nomeação de Chibly Langlois como cardeal. Assim aconteceu no Consistório Ordinário Público de 2014 do Papa Francisco em 22 de fevereiro de 2014. É o primeiro cardeal de seu país em toda a história. Foi-lhe atribuído o título de cardeal-presbítero de São Tiago em Augusta.
É membro do Dicastério para a Comunicação.

### Conclaves
- Conclave de 2025 - participou da eleição de Robert Francis Prevost, O.S.A. como Papa Leão XIV.